# 12226 Caseylisse
12226 Caseylisse è un asteroide della fascia principale. Scoperto nel 1985, presenta un'orbita caratterizzata da un semiasse maggiore pari a 2,2846685 UA e da un'eccentricità di 0,1614287, inclinata di 4,98751° rispetto all'eclittica.